# Konstantin VI
Konstantin VI, född 771, död 797, var bysantinsk kejsare 780–797. Han var son till Leo IV.
Konstantins mor Irene stod under hans omyndighet i spetsen för styrelsen. Sedan Irene genom ett uppror i armén störtats 790, visade Konstantin goda anlag men återkallade, karaktärssvag och vankelmodig, sin mor till andel i regeringen. Olycklig i sitt äktenskap, ingick han förbindelse med en hovdam Teodata. Irene var nog samvetslös att understödja hans företag att sätta sin gemål i kloster och äkta Teodata. Prästernas och munkarnas förbittring över tvegiftet var gränslös; folket och soldaterna övergav Konstantin, som Irene lät fängsla och blända 797.